# Nederbach
Der Nederbach oder Stuibenbach ist ein rechter Nebenfluss der Ötztaler Ache mit rund 16 km Länge. Er entspringt in einer Höhe von 2375 m ü. A. nördlich oberhalb des Kühtaisattels, fließt zunächst nach Süden und wendet sich im Ort Kühtai Richtung Westen. Er durchfließt den Speicher Längental und verläuft anschließend westwärts durch das Nedertal. Nach dem Durchbruch einer Felsschlucht mit dem Stuibenfall (nicht zu verwechseln mit dem gleichnamigen, wesentlich größeren Wasserfall bei Umhausen) mündet der Nederbach schließlich gegenüber von Sautens in die Ötztaler Ache ein.